# Laika Come Home
Laika Come Home es una compilación y reedición de los mejores temas del disco Gorillaz (2001), del grupo homónimo realizado por Spacemonkeyz. El disco no contiene ningún contenido multimedia extra para el computador, salvo los temas y un bonus Track:

## Lista de canciones
| N.º | Título                                | Duración |  |
| 1.  | «Jungle Fresh» (19-2000)              | 5:28     |  |
| 2.  | «Strictly Rubbadub» (Slow Country)    | 3:41     |  |
| 3.  | «Bañana Baby» (Tomorrow Comes Today)  | 5:29     |  |
| 4.  | «Monkey Racket» (Man Research)        | 5:57     |  |
| 5.  | «De-Punked» (Punk)                    | 5:21     |  |
| 6.  | «P45» (5/4)                           | 4:26     |  |
| 7.  | «Dub Ø 9» (Starshine)                 | 5:17     |  |
| 8.  | «Crooked Dub» (Sound Check)           | 5:32     |  |
| 9.  | «Mutant Genius» (New Genius)          | 5:02     |  |
| 10. | «Come Again» (Re-Hash)                | 6:05     |  |
| 11. | «Fistful Of Peanuts» (Clint Eastwood) | 5:53     |  |
| 12. | «Lil' Dub Chefin'» (M1 A1)            | 11:21    |  |

| Bonus Track |                                |          |  |
| N.º         | Título                         | Duración |  |
| 13.         | «More Rubbadub» (Slow Country) | 5:14     |  |

| Vinilo / Edición limitada bonus track |                                 |          |  |
| N.º                                   | Título                          | Duración |  |
| 13.                                   | «More Peanuts» (Clint Eastwood) | 6:39     |  |

### Pistas adicionales
La edición de vinilo contiene dos pistas adicionales: otros versiones de los remixes de "Slow Country" 5:14 y "Clint Eastwood" 6:39. La edición en CD limitada tiene uno de los dos remixes, dependiendo de la región en la que el álbum fue editado.

## Lanzamiento
En julio de 2002, este álbum fue lanzado en diferentes regiones del mundo, en esta tabla podemos ver las fechas de los lanzamientos.
| País           | Fecha               | Discográfica | Formato    | Catálogo   |
| Reino Unido    | 1 de julio de 2002  | Parlophone   | CD         | 540 3622   |
| Japón          | 3 de julio de 2002  | Toshiba-EMI  | CD         | TOCP-66045 |
| Estados Unidos | 16 de julio de 2002 | Astralwerks  | CD         | ASW 40362  |
|                |                     |              | CD digipak | ASW 40522  |